# FlySafair
FlySafair è una compagnia aerea low cost con sede a Johannesburg, in Sudafrica. È una sussidiaria interamente controllata di Safair. Lo slogan dell'azienda è For The Love Of Flying.

## Storia
La compagnia aerea è stata fondata nell'agosto 2013 e ha ottenuto l'approvazione dal South African Air Service Licensing Council per il lancio di operazioni con dieci voli giornalieri tra l'aeroporto Internazionale OR Tambo di Johannesburg e l'aeroporto Internazionale di Città del Capo. La compagnia aerea aveva in programma di iniziare le operazioni nell'ottobre 2013. Tuttavia, l'8 ottobre 2013, l'Alta Corte del Sudafrica ha emesso un'ordinanza del tribunale provvisorio che impediva alla compagnia aerea di iniziare le operazioni, a seguito di una richiesta di vettori rivali, sulla base del fatto che non soddisfaceva il requisito legale del 75% di proprietà locale. Ha avuto luogo una sostanziale ristrutturazione della proprietà e il volo inaugurale di FlySafair è stato il 16 ottobre 2014.
Il 29 marzo 2017, la compagnia aerea ha annunciato la sua nuova partnership con la South African Rugby Union (SARU) rendendola il vettore nazionale ufficiale per Springboks e SA Rugby.
Nel settembre 2020, la compagnia aerea ha annunciato l'intenzione di iniziare i voli per Zanzibar, Windhoek e Mauritius.
Nel novembre 2020, la compagnia aerea ha annunciato di aver formalizzato un accordo di interline con Emirates, aprendo collegamenti ai clienti su rotte selezionate in Sudafrica.
Nell'ottobre 2022, la compagnia aerea ha subito un rebranding, con riprogettazioni del logo e della livrea. Inoltre, l'International Air Services Council of South Africa ha approvato 11 nuove rotte internazionali.

## Servizi
FlySafair offre una rivista mensile a bordo denominata In Flight. È stata anche la prima compagnia aerea in Sudafrica a offrire pagamenti con carta a bordo dei propri voli. A seguito delle restrizioni dovute al Coronavirus, il servizio di cibo e bevande è stato sospeso quando i voli passeggeri sono ripresi a metà del 2020; per motivi igienici, la rivista In Flight è diventata solo digitale.

## Destinazioni

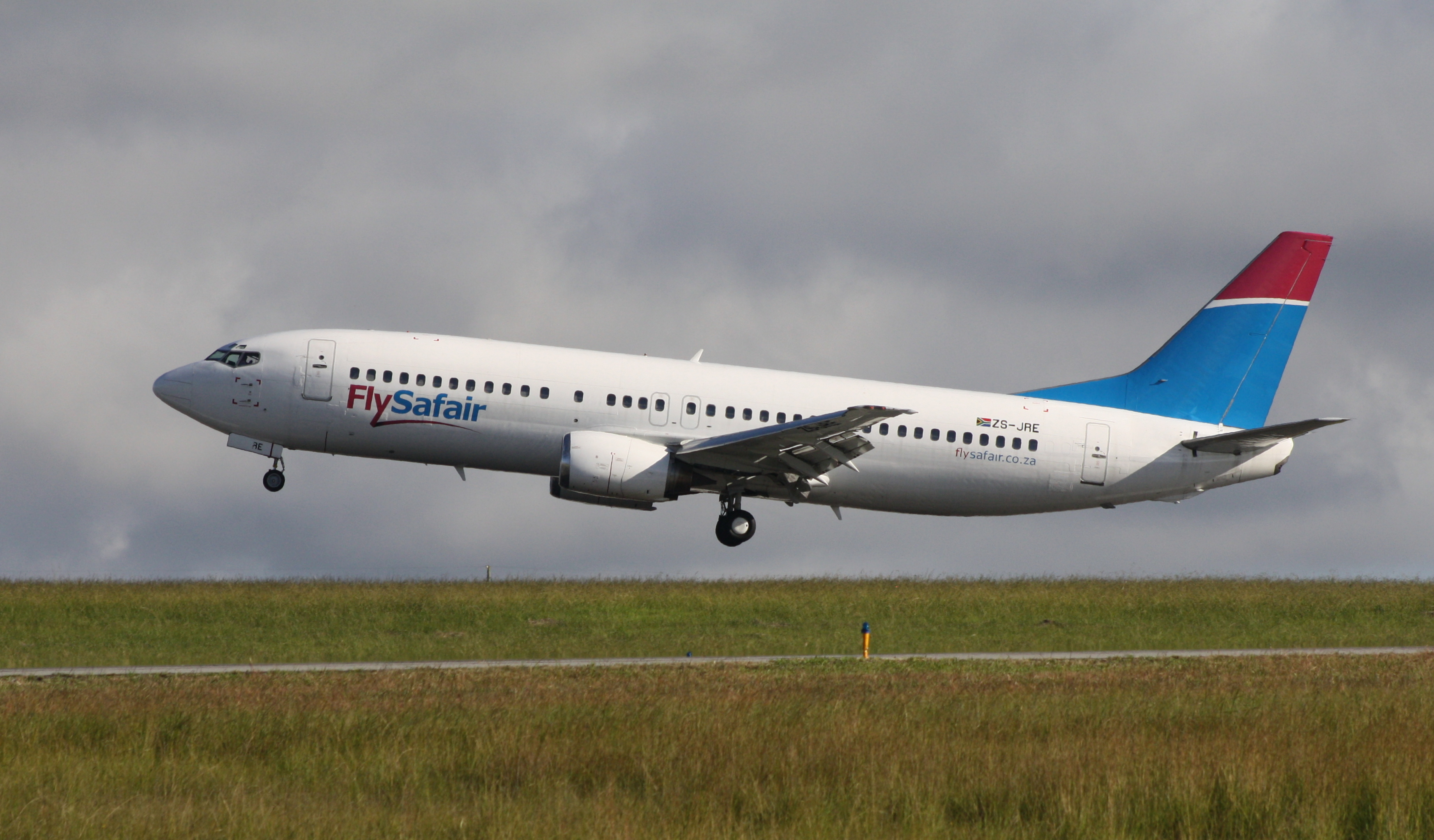
Un Boeing 737-400.

Al 2022, FlySafair opera voli nazionali in Sudafrica e ha come unica destinazione internazionale Mauritius.

## Flotta

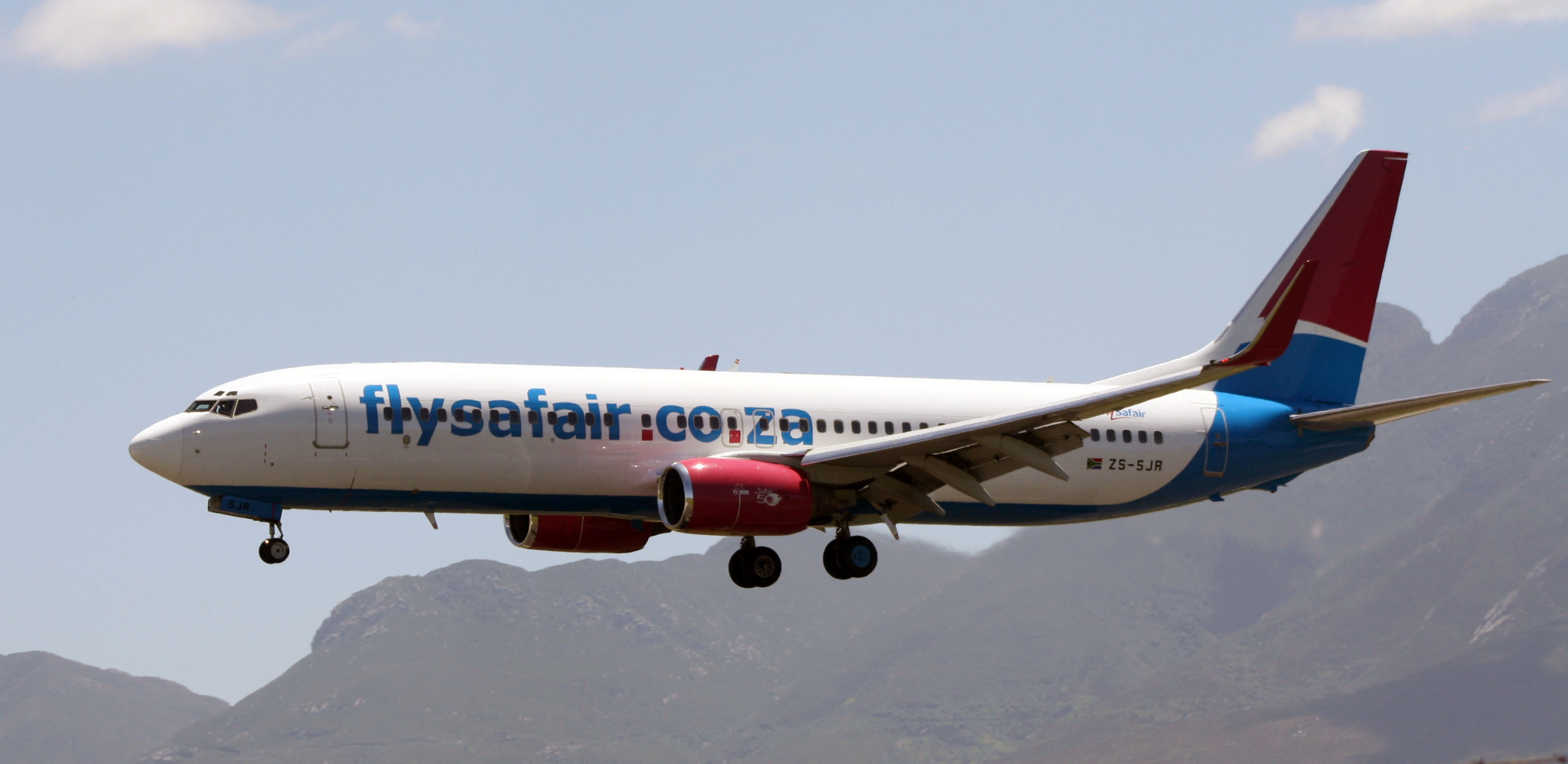
Un Boeing 737-800.

A maggio 2023 la flotta di FlySafair è così composta: